# Itaju do Colônia
Itaju do Colônia é um município brasileiro do estado da Bahia.

## População
Segundo o Censo 2022 do IBGE, sua população é de 6 037 habitantes.